# 佳能 EOS 450D
佳能 EOS 450D，又称为Digital Rebel XSi（北美市场）或EOS Kiss Digital X2（日本市场），是由佳能公司于2008年1月23日推出，3月上市的一款消费级别单镜头反光相机。在北美市场，EOS 450D于同年4月 上市。作为成功的佳能 EOS 400D的继任者，佳能EOS 450D具有1220万有效像素CMOS图像感应器以及拥有更大的连拍缓存，并且使用3英寸23万像素的宽视角LCD显示屏。